# وزارة الشؤون الاقتصادية (هولندا)
وزارة الشئون الاقتصادية (بالهولندية: Ministerie van Economische Zaken؛ EZ) هي وزارة هولندية مسئولة عن الإقتصاد، الصناعة، التعدين، التجارة، سياسة الطاقة، الزراعة، المسمكة والسياحة. تم إنشاء الوزارة عام 1905 باسم وزارة الزراعة والصناعة والتجارة، ثم تغير الاسم عدة مرات قبل أن تصبح وزارة الشئون الاقتصادية في عام 1946، ابتداءاً من عام 2010 حتى عام 2012 أعيد تسميتها إلى «وزارة الشئون الاقتصادية والزراعة والابتكار» عندما تم دمج وزارة الزراعة والطبيعة وجودة الأغذية في الوزارة، منذ عام 2012 أطلق عليه مرة أخرى وزارة الشؤون الاقتصادية. ويرأس وزارة وزير الشئون الاقتصادية حالياً هنك كامب.